# Wikov

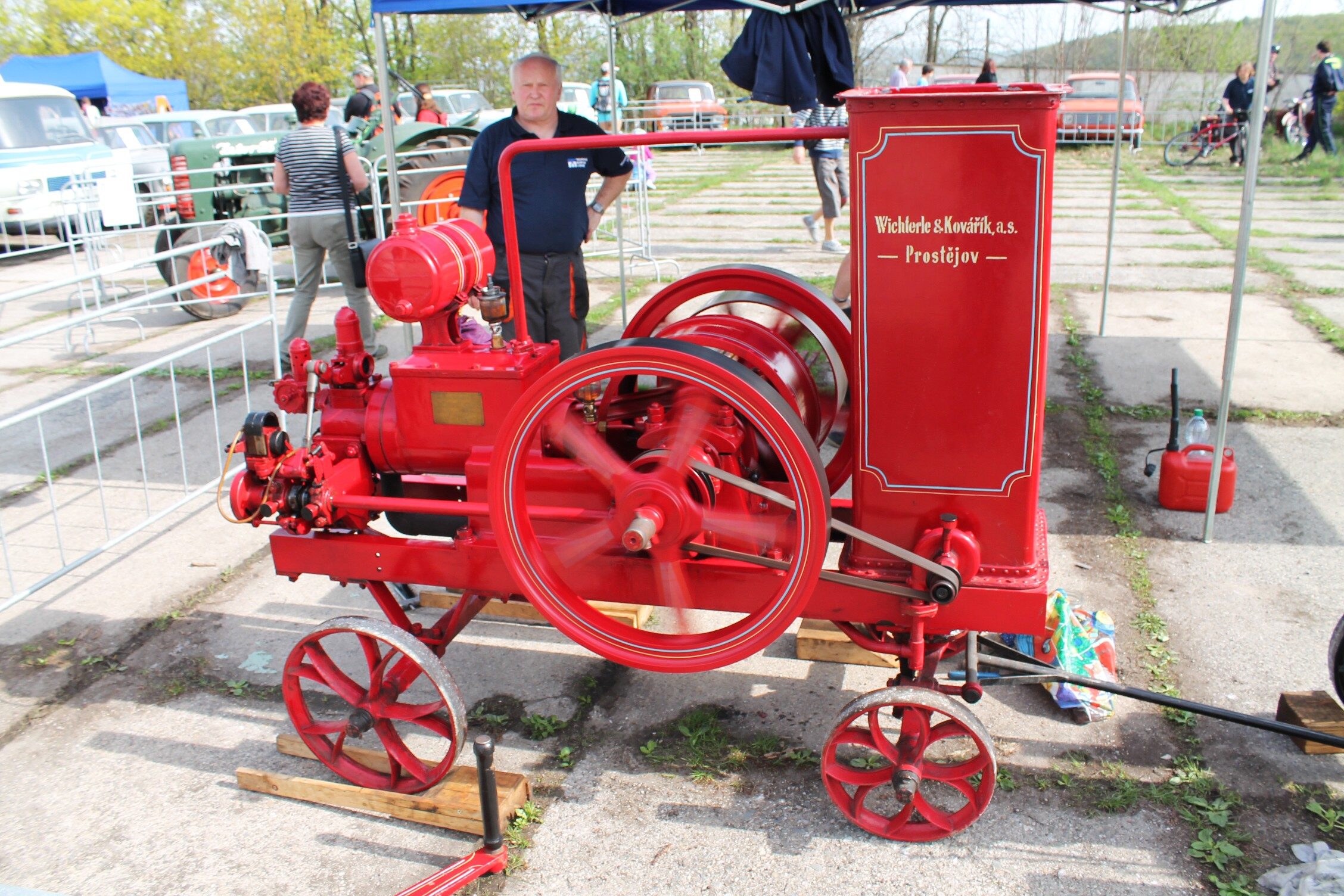
Wikov gyártmányú stabilmotor a Brnói Műszaki Múzeum gyűjteményéből

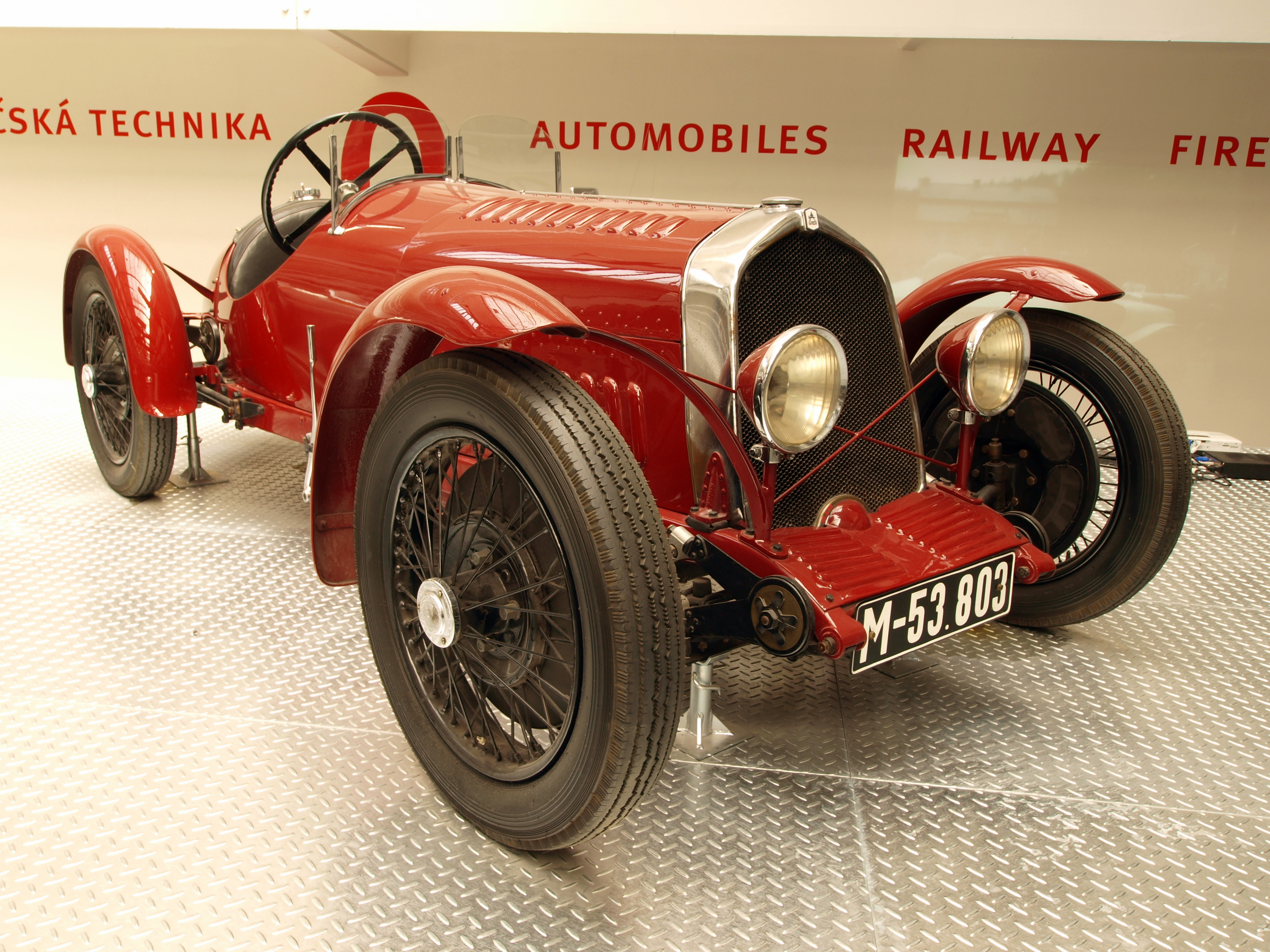
A Wikow 7/28 sportváltozata

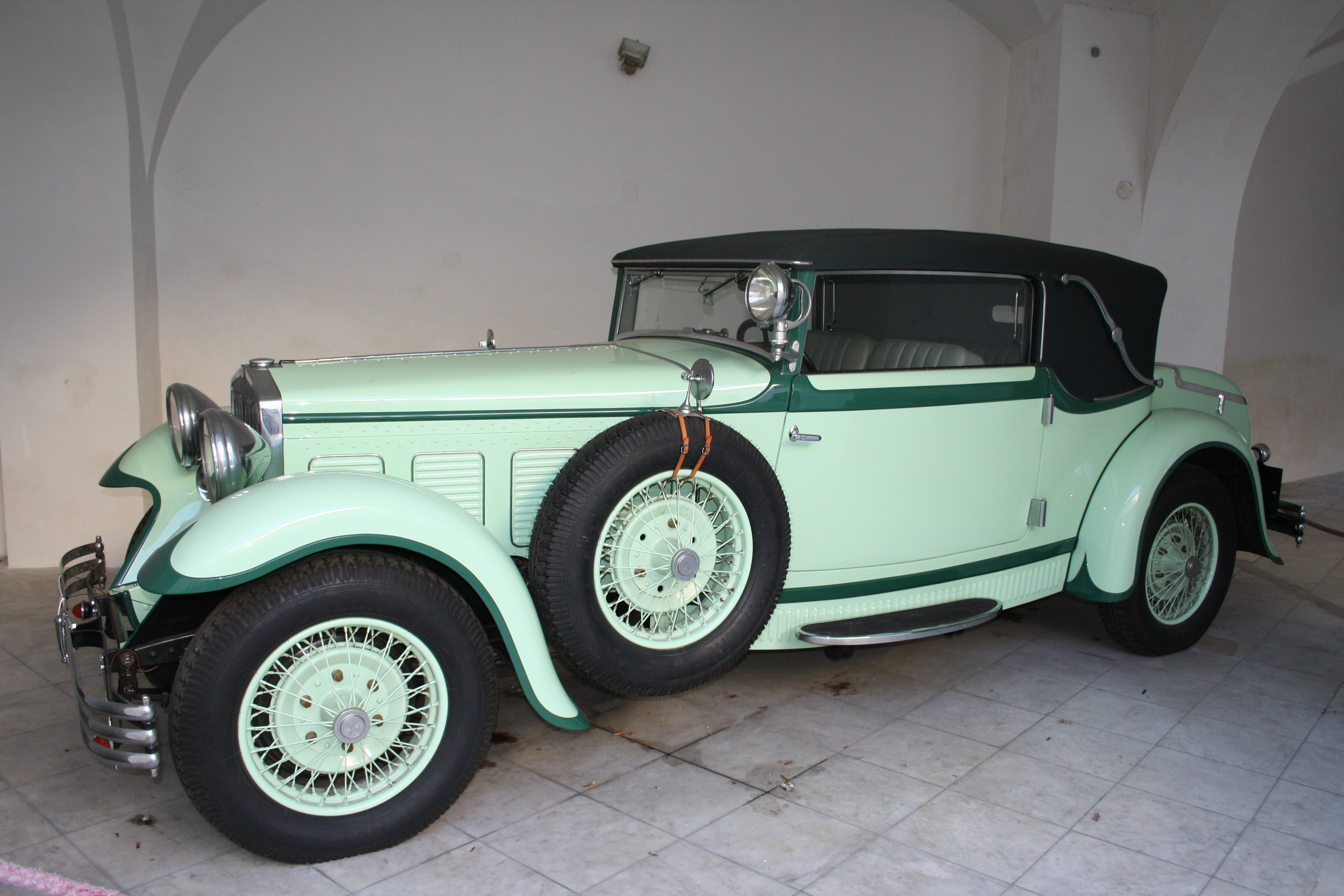
Wikov 70

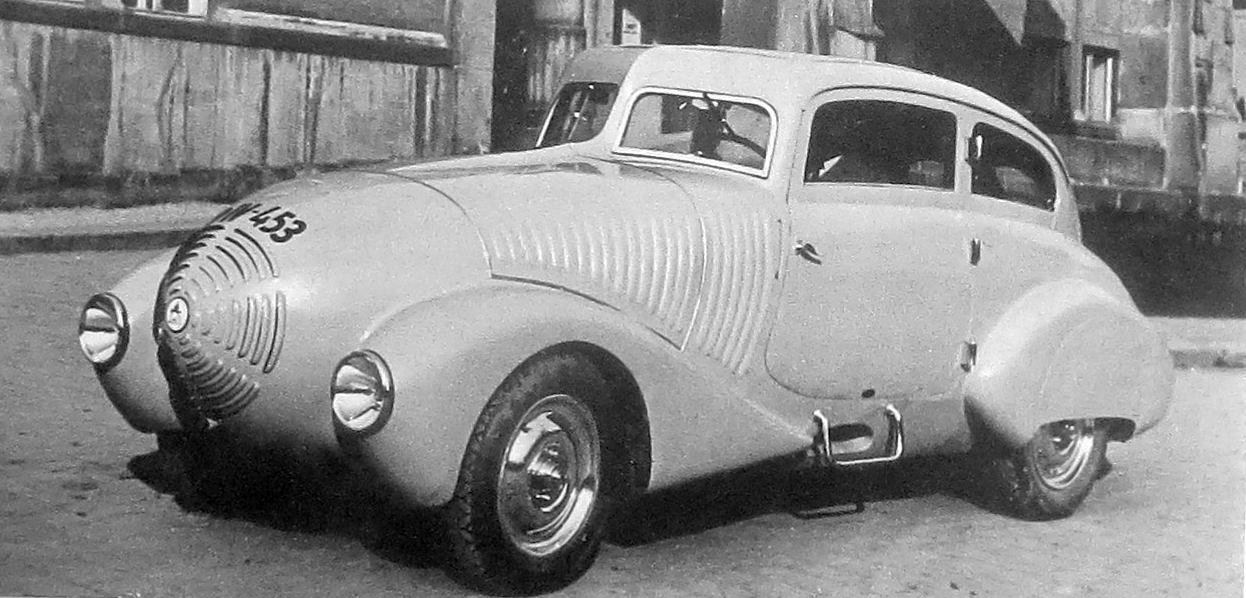
Az áramvonalas karosszériával készült Wikow 35 Kapka

A Wikov, teljes nevén Wichterle a Kovářík a.s. csehszlovák gépgyártó vállalat volt Prostějovban, amely 1924–1937 között autókat és teherautókat is készített. 1946-ban államosították és létrehozták a mezőgazdasági gépeket előállító Agrozet vállalatot.

## Története

### Előtörténete
A Wichterle a Prohaska céget František Wichterle alapított 1878-ban a morvaországi Prostějovban. Mezőgazdasági eszközöket gyártott és javított. A cég fokozatosan bővült és fejlődött. František Wichterle 1888-ban felvásárolt egy tönkrement üzemet és tovább bővítette a termelést. Elkezdett öntödei termékeket is gyártani. Később már gőzkazánokat, gőzgépeket, stabilmotorokat, hajtóműveket és elektromos motorokat is gyártott. A másik cég, az F. a J. Kovářík 1894-ben jött létre, a Kovářík testvérek, František és Josef Kovářík alapították. A Wichterle céghez hasonlóan kezdetben ekéket és egyéb mezőgazdasági berendezéseket gyártott. A két cég az első világháború után, 1918-ban egyesült.
A Wichterle a Kovářík a.s.cég 1918. december 22-én jött létre két csehországi gépgyártó cég, a Wichterle és az F. a J. Kovářík összeolvadásával. (A Wikov cégnév a Wichterle a Kovářík név rövidítése.)
A Wikov cég megalakulása után Csehszlovákia legnagyobb mezőgazdasági gépgyártó vállalata volt. Ekkor kb. kétezer ember foglalkoztatott és a gyár 250 ezer m²-es területen helyezkedett el. A cég 1929-től már traktorokat készített (pl. Wikov 22 és Wikov 25).

### Járműgyártás
A cég 1924-ben kezdett el autókat gyártani egyedi igények alapján, illetve kis sorozatban, főleg tehetős vásárlók részére. Pl. Tomáš Baťa részére a Wikov készített egy speciális hálókocsit, amellyel Prága és Zlín között közlekedett. Az autók fejlesztéséhez a Wikov először az olasz Ansaldo cégtől vásárolt  licencet. Néhány kísérleti jármű után 1925-ben készült el az első piacra szánt és nagyobb mennyiségben gyártott autó, a Wikov 7/28. Az 1,5 literes és 28 LE-s motorral felszerelt járműből a sorozatgyártás hét éve alatt, 1925–1932 között mindössze 280 darab készült. Kis mennyiségben gyártották a kétszemélyes, nyitott sportkarosszériával felszerelt sportváltozatát, a Wikov 1500 Sport modellt is.
A cég következő modellje a sokkal fejlettebb, az akkori divatnak megfelelő karosszériával ellátott Wikov 35 volt, melyet 1929-től gyártottak. A 35 LE-s motorral felszerelt autó maximális sebessége elérte a 100 km/h-t. A gyártása csak három évig folyt, ez idő alatt 150 darabot állítottak elő.
A Wikow 35-nek elkészítették egy különleges áramvonalazott karosszériás változatát is, a Wikow 35 Kapka modellt (a kapka magyarul csepp), melyet az 1931-es prágai autószalonon mutattak be. Az autó érdekessége, hogy az áramvonalasnak tűnő karosszéria aerodinamikai jellemzői nem voltak lényegesen jobbak a Wikow 35 alapmodellénél, ugyanakkor a különleges, de nehéz karosszéria miatt több mint 100 kg-mal növekedett a tömege. Eredetileg sorozatgyártású autónak szánták, de csak három (más források szerint hat) darab készült belőle.
1933-tól gyártották a Wikow 70-es luxusgépkocsit. Ebből csak néhány darab készült. 1934-ben jelent meg az 1,9 l-es, 43 LE-s motorral felszerelt Wikov 40-es. Kétféle hosszúságú karosszériával készült, a két változat közötti különbség 25 cm volt. Ez volt a Wikov legnagyobb mennyiségben gyártott modellje, melyből 330 darabot állítottak elő.
1934-ben egy kisméretű autóval, a Wikov Baby-vel jelent meg a cég. Ebből néhány prototípus készült, többféle motorral. Az autó a Tatra járműveknél használt gerincalvázzal rendelkezett és minden keréknek független kerékfelfüggesztése volt. A járműből összesen 5 darabot adott el a cég.
A Wikov 1937-ben beszüntette a személygépkocsi-gyártást és innentől a tehergépkocsi-gyártásra koncentrált. A Wikov már 1932-től gyártott 1,5 t-s tehergépkocsikat. Csehszlovákia német megszállása után, 1940-ben a Wikov beszüntette a tehergépkocsi-gyártást is. Addig száz körüli mennyiségben készült tehergépkocsi. Ezeket a Wehrmacht vette használatba. A német megszállás alatt a cég már nem gyártott járműveket.
Fennállása alatt a cég összesen kb. 800 személygépkocsit és mintegy 100 tehergépkocsit gyártott. Emiatt a fennmaradt példányok keresettek a gyűjtők körében.

### A cég utótörténete az államosítástól
A második világháború után, 1946-ban a céget államosították és a Wikovból hozták létre a mezőgazdasági eszközöket gyártó Agrozet vállalatot, melyet az 1970-es évek elején átneveztek Agrostroj Prostějov névre. Ez a cég gyártotta a kis- és háztáji gazdaságokban Magyarországon is elterjedt T4–K, TZ–4K törzskormányzású kistraktorokat, vagy az Agrostroj M6 motorobotot.

### A Wikov márkanév újjáélesztése
A Wikov márkát 2004-ben élesztette újjá Martin Wichterle, az alapító egyik késői leszármazottja. Ükapja Karel Wichterle, aki az 1900-es évek elején a Wikov társtulajdonosa volt, nagyapja Otto Wichterle vegyész, a lágy kontaktlencsék megalkotója. Martin Wichterle 2004-ben megvásárolta a sebességváltókat gyártó plzeňi Škoda Gear s.r.o. céget, melyet 2005-ben Wikov Gear névre neveztek át. Ugyancsak 2004-ben vásárolta meg a fogaskerekes hajtóműveket készítő ČKD Hronov céget, amely a Wikov MGI a.s. nevet kapta. Ezeket a cégeket a Wikov Industry a.s. fogja össze. Ehhez csatlakozott 2012-ben a Sázavan Strojírny s.r.o. gépgyár, amely az 1945-ben államosított Sázavan-Baťa Művek utóda. A céget 9012-ben a Wikov Sázavan s.r.o.-ra nevezeték át. A cégek a Wikov nevet használják, de ezek nem a régi Wikov jogutódai, székhelye Prágában és nem  Prostějovban található.

## Gyártmányai
(Zárójelben a megjelenés éve.)
- Wikov IV (1922)
- Wikov V (1925)
- Wikov 7/28 (1925)
- Wikov 7/28 1500 Sport (1928)
- Wikov 35 (1929)
- Wikov 70 (1930)
- Wikov 40 (1933)
- Wikov Baby (1934)